# Karlshagen
Karlshagen település Németországban, Mecklenburg-Elő-Pomeránia tartományban. Lakosainak száma 3191 fő (2023. december 31.).

## Népesség
A település népességének változása:
| Lakosok száma | 3184 | 3208 | 3194 | 3216 | 3218 | 3191 |
|               | 2015 | 2017 | 2019 | 2021 | 2022 | 2023 |